# Distretto di Awutu-Effutu-Senya
Il distretto di Awutu-Effutu-Senya (ufficialmente Awutu/Effutu/Senya District, in inglese) era un distretto della regione Centrale del Ghana.
Nel 2008 è stato soppresso, il territorio è stato suddiviso nei distretti di Effutu (capoluogo: Winneba) e distretto di Awutu Senya (capoluogo: Awutu Breku) a sua volta suddiviso nel 2012 nei distretti di Awutu Senya Ovest (capoluogo: Awutu Breku) e Awutu Senya Est (capoluogo: Kasoa).